# Óscar Hernández (tennis)
Pour les articles homonymes, voir Oscar Hernández.
Óscar Hernández Perez, né le 10 avril 1978 à Barcelone, est un ancien joueur de tennis professionnel espagnol.
Son meilleur classement en simple sur le circuit ATP est la 48e place le 8 octobre 2007.

## Palmarès

### Titre en double
| No | Date       | Nom et lieu du tournoi     | Catégorie   | Dotation  | Surface      | Partenaire      | Finalistes                            | Score            |          |
| -- | ---------- | -------------------------- | ----------- | --------- | ------------ | --------------- | ------------------------------------- | ---------------- | -------- |
| 1  | 29-01-2007 | Movistar Open Viña del Mar | Int' Series | 423 000 $ | Terre (ext.) | Paul Capdeville | Albert Montañés Rubén Ramírez Hidalgo | 4-6, 6-4, [10-6] | Parcours |

### Finale en double
| No | Date       | Nom et lieu du tournoi    | Catégorie   | Dotation  | Surface      | Vainqueurs                    | Partenaire   | Score     |          |
| -- | ---------- | ------------------------- | ----------- | --------- | ------------ | ----------------------------- | ------------ | --------- | -------- |
| 1  | 13-09-2004 | BCR Open Romania Bucarest | Int' Series | 355 000 $ | Terre (ext.) | Lucas Arnold Ker Mariano Hood | José Acasuso | 7-65, 6-1 | Parcours |

## Parcours dans les tournois duGrand Chelem

### En simple
| Année | Open d'Australie | Open d'Australie | Internationaux de France | Internationaux de France | Wimbledon       | Wimbledon     | US Open         | US Open      |
| ----- | ---------------- | ---------------- | ------------------------ | ------------------------ | --------------- | ------------- | --------------- | ------------ |
| 2004  | 1er tour (1/64)  | N. Lapentti      | 1er tour (1/64)          | A. Pavel                 | 1er tour (1/64) | K. Kučera     | 1er tour (1/64) | D. Hrbatý    |
| 2005  | 1er tour (1/64)  | M. Ančić         | 2e tour (1/32)           | M. Ančić                 | 1er tour (1/64) | J.-R. Lisnard | 1er tour (1/64) | S. Grosjean  |
| 2006  | 1er tour (1/64)  | W. Moodie        | 2e tour (1/32)           | I. Ljubičić              | —               | —             | —               | —            |
| 2007  | —                | —                | 3e tour (1/16)           | J. Björkman              | 1er tour (1/64) | G. Müller     | 1er tour (1/64) | J.-W. Tsonga |
| 2008  | 2e tour (1/32)   | T. Berdych       | 2e tour (1/32)           | P.-H. Mathieu            | 1er tour (1/64) | P.-H. Mathieu | 1er tour (1/64) | T. Bellucci  |
| 2009  | 1er tour (1/64)  | J. Tipsarević    | 1er tour (1/64)          | I. Minář                 | 1er tour (1/64) | L. Mayer      | 1er tour (1/64) | J. I. Chela  |
| 2010  | 1er tour (1/64)  | A. Montañés      | 1er tour (1/64)          | V. Hănescu               | 1er tour (1/64) | I. Dodig      | —               | —            |

N.B. : à droite du résultat se trouve le nom de l'ultime adversaire.

### En double
| Année | Open d'Australie            | Open d'Australie     | Internationaux de France       | Internationaux de France  | Wimbledon                   | Wimbledon               | US Open                      | US Open             |
| ----- | --------------------------- | -------------------- | ------------------------------ | ------------------------- | --------------------------- | ----------------------- | ---------------------------- | ------------------- |
| 2004  | 1/8 de finale J. I. Chela   | M. Llodra F. Santoro | —                              | —                         | —                           | —                       | —                            | —                   |
| 2005  | —                           | —                    | 1er tour (1/32) Á. López Morón | T. Berdych T. Zíb         | —                           | —                       | —                            | —                   |
| 2006  | —                           | —                    | —                              | —                         | —                           | —                       | —                            | —                   |
| 2007  | —                           | —                    | —                              | —                         | 1er tour (1/32) P. Starace  | E. Butorac J. Murray    | 1er tour (1/32) D. Hartfield | A. Pavel A. Waske   |
| 2008  | 1er tour (1/32) A. Montañés | S. Lipsky D. Martin  | 1er tour (1/32) N. Almagro     | I. Kunitsyn D. Toursounov | 1er tour (1/32) A. Montañés | C. Kas R. Wassen        | 1er tour (1/32) A. Montañés  | L. Dlouhý L. Paes   |
| 2009  | 1er tour (1/32) A. Montañés | P. Hanley J. Kerr    | 1er tour (1/32) A. Montañés    | J. Knowle J. Melzer       | 1er tour (1/32) A. Montañés | J. Cerretani V. Hănescu | 2e tour (1/16) A. Montañés   | G. García O. Rochus |

N.B. : le nom du ou de la partenaire se trouve sous le résultat ; le nom des ultimes adversaires se trouve à droite.